# György Petri
 (février 2022).
Si vous disposez d'ouvrages ou d'articles de référence ou si vous connaissez des sites web de qualité traitant du thème abordé ici, merci de compléter l'article en donnant les références utiles à sa vérifiabilité et en les liant à la section « Notes et références ».
Dans le nom hongrois Petri György, le nom de famille précède le prénom, mais cet article utilise l’ordre habituel en français György Petri, où le prénom précède le nom.
György Petri est un poète hongrois.

## Biographie

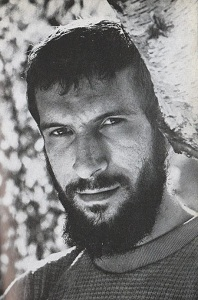
György Petri en 1971. Photo de Demeter Balla.

Il est né en 1943 dans une famille multiethnique de Budapest. Après la mort de son père, il a été élevé par sa mère, ses grands-parents et ses tantes. Selon ses souvenirs, il s'est tourné vers la poésie à 11 ou 12 ans et, dès le début des années 1960, il a publié dans des périodiques renommés tels que Kortárs et Élet és Irodalom. Lui-même désabusé par leur style, il ne laissa jamais aucun de ces écrits être réédité, et il développa bientôt l'intention de changer de carrière. Au cours des années suivantes, il fut infirmier dans une clinique psychiatrique en guise d'exercice préliminaire aux études de psychiatrie qu'il prévoyait de faire. Il démissionna de ce poste et s'intéressa à l'économie et au droit, mais il décida d'être philosophe. Il suivit de manière informelle des cours de philosophie à l'université Loránd-Eötvös de Budapest. En 1966, il s'y inscrivit finalement avec une spécialisation en philosophie et en littérature, sans jamais obtenir de diplôme. Ses professeurs les plus inspirés furent György Márkus (en), Endre Simon et György Lukács.
Sous l'influence de Lukács, il se réclamait de l'austromarxisme, ce qui s'opposait fortement à la doctrine officielle de l'époque. Après 1975, ses œuvres furent interdites car jugées politiquement inacceptables. Jusqu'en 1988, ses œuvres n'étaient publiées qu'en samizdat. Pendant cette période, il a gagné sa vie en tant que traducteur indépendant de poésie et de théâtre, notamment de Molière. Le premier recueil officiel de ses poèmes a été publié en 1991 par Szépirodalmi Könyvkiadó (hu).
Entre 1981 et 1985, il a coédita Beszélő, le journal illégal de l'opposition démocratique, et s'impliqua dans leurs activités anti-régime ; il était membre de SZETA (Fonds de soutien aux pauvres, une ONG illégale) à partir duquel un parti libéral, l'Alliance des démocrates libres, fut créé en 1988. Lors des élections de 1994, le SZDSZ le désigna comme député, mais la même année, il a dû exprimer son dégoût de la collaboration du parti avec ses vieux ennemis, les socialistes, en quittant le parti. Il n'est plus jamais réapparu sur la scène politique.
Il a été l'un des rédacteurs de Holmi, un périodique littéraire de 1989, année de sa fondation, à sa mort en 2000. En recevant le prix Kossuth en 1996 aux côtés de Péter Esterházy, il fit à nouveau l'objet de critiques politiques pour un prétendu manque de respect envers le christianisme.
Depuis son plus jeune âge, Petri souffrit d'une grave dépendance à la nicotine et d'alcoolisme. En 1998, on lui diagnostiqua un cancer à un stade incurable, avec lequel il mourut deux ans plus tard. Après sa mort, l'œuvre de Petri a été rééditée dans une collection de quatre volumes par la maison d'édition Magvető sous la révision du poète Szabolcs Várady, l'un de ses plus proches amis.

## Galerie

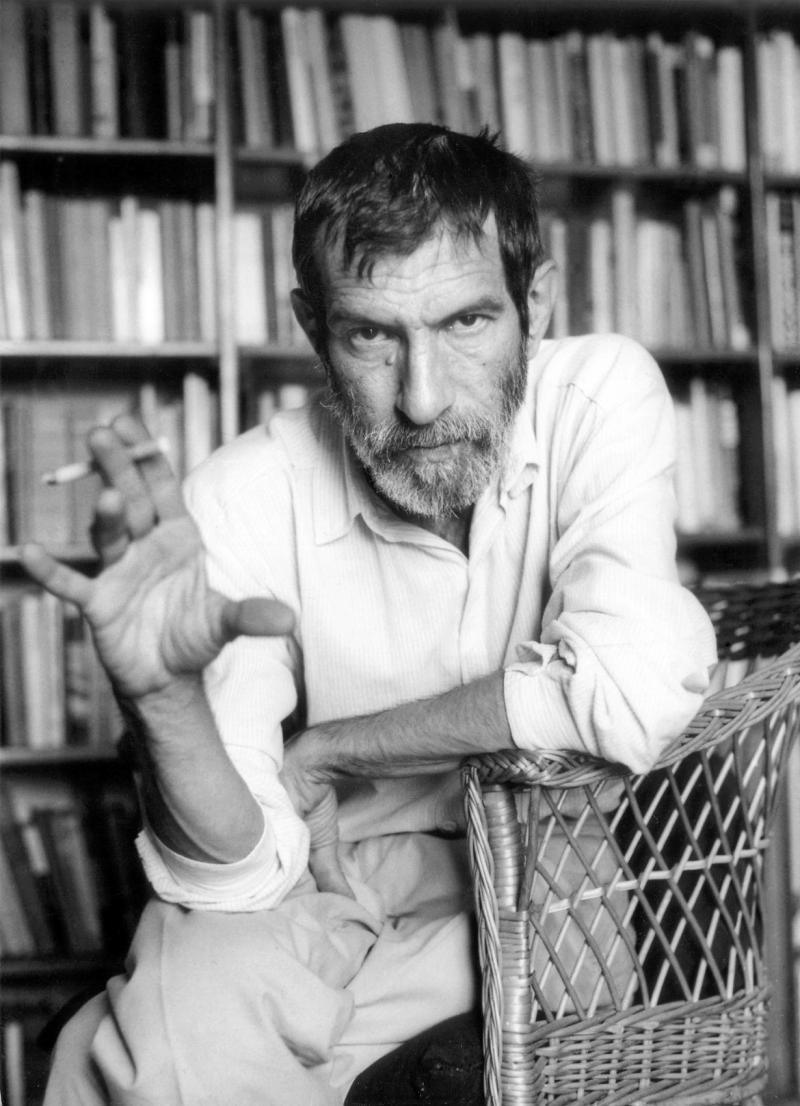
Photo de Lenke Szilágyi
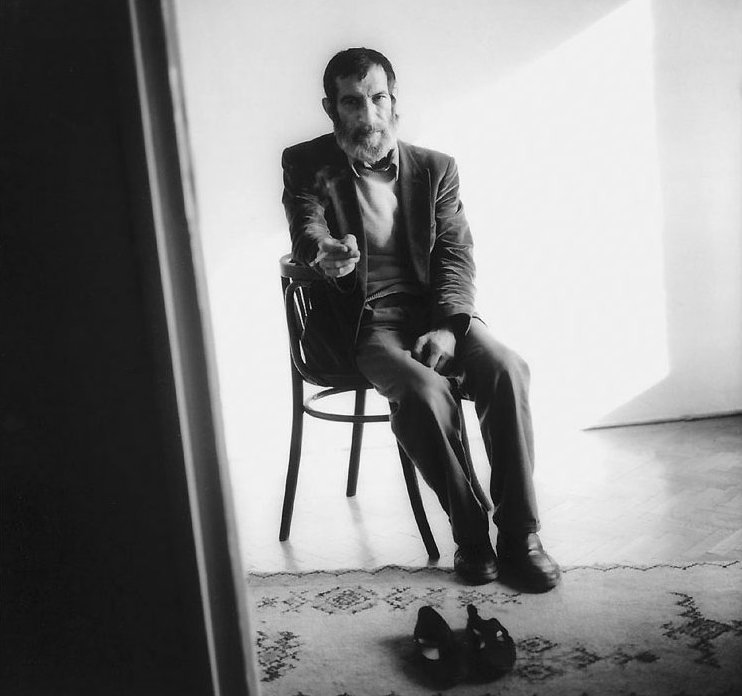
Photo de Lenke Szilágyi
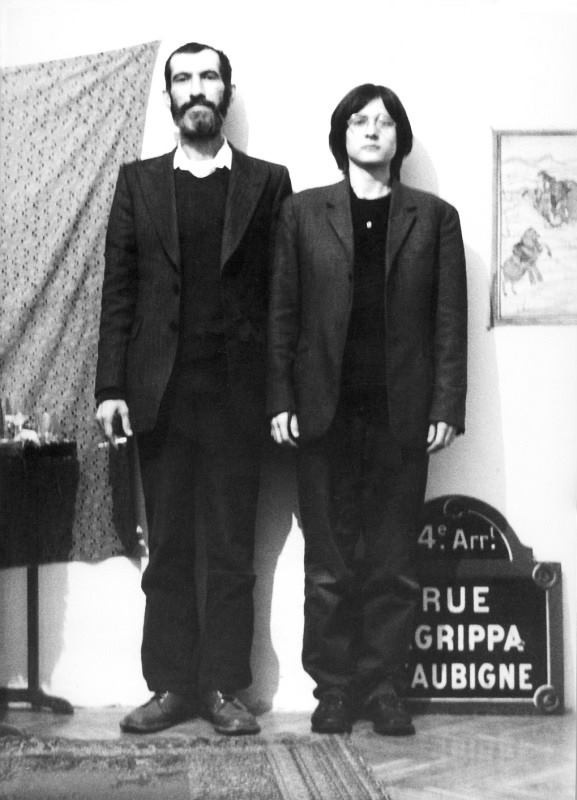
Petri György et Lenke Szilágyi avec une plaque de la rue Agrippa-d’Aubigné
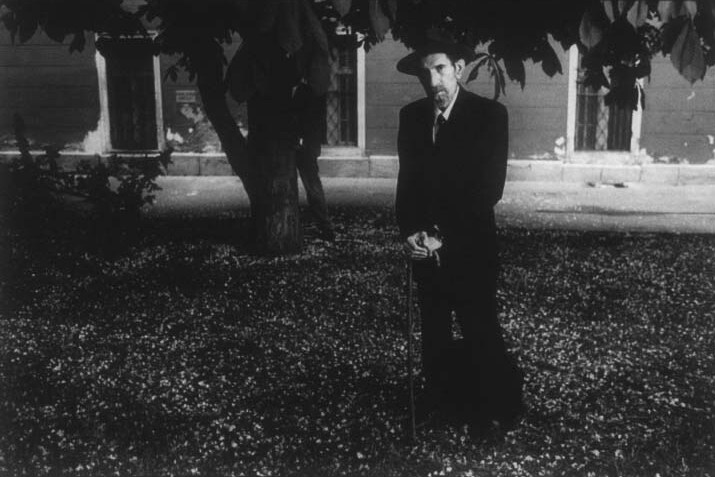
En 1997. Photo de Lenke Szilágyi

## Œuvres
- 1971 : Magyarázatok M. számára
- 1974 : Körülírt zuhanás
- 1981 : Örökhétfő
- 1985 : Azt hiszik
- 1989 : Valahol megvan
- 1989 : Ami kimaradt
- 1990 : Valami ismeretlen
- 1992 : Sár
- 1999 : Amíg lehet

## Sources
- Géza Fodor (en): Petri György költészete. Budapest : Szépirodalmi Könyvkiadó, 1991  (ISBN 978-963-15-4370-4).
- Tibor Keresztury: Petri György. Bratislava : Kalligram, 1997  (ISBN 978-80-7149-188-0).